# Chambaran
Das Plateau de Chambaran im französischen Département Isère ist eine Hochebene der Bas-Dauphiné (Niederdauphiné), die sich mit ihren Schotterterrassen, Plateaus und Bergländern in einem Abschnitt zwischen der Rhone und den Alpen erstreckt. Nach Süden fällt das Plateau de Chambaran gegenüber den Ausläufern des Vercors steil ab in das Tal der Isère, im Norden ist das Bièvre-Valloire-Tal die Abgrenzung zur nächsten jener höher gelegenen pleistozänen Schotterablagerungen, den Terres Froides. „Kalte Böden“ ist die Übersetzung ins Deutsche, und dies beschreibt auch die Verhältnisse auf dem um 700 m pendelnden Plateau de Chambaran, mit seinen durchlässigen, nährstoffarmen und feuchten Böden. Das raue, regnerische Klima gestattet keinen Weinbau, Obstbäume wachsen hier nicht und selbst die verbreitete Forstwirtschaft weist nur Niederwald ohne größeren Wert auf.
Mittendrin, ca. 80 km südwestlich von Lyon, liegt der Ort Roybon, eine ländliche Gegend, in der die Menschen in Weilern und verstreuten Häusern leben. Die nächstgelegenen wichtigen Städte sind Romans und Voiron.
Auf dem Plateau de Chambaran, in der Nähe der kleinen Ortschaft Viriville befand sich ein altes militärisches Übungsgelände, das Camp de Chambaran. Mit dem Beginn des Zweiten Weltkriegs wurde das Camp zum Internierungslager für 750 deutsche und österreichische Staatsangehörige, die dort als Prestataires (Dienstleistungserbringer) Waldarbeiten verrichten mussten. Wegen herannahender deutscher Truppen wurde das Lager um den 21. Juni 1940 herum evakuiert, die Marschkolonne löste sich aber schon nach wenigen Stunden auf, als die Internierten – unter ihnen politisch Verfolgte – die Leitung vom Vorteil einer eigenständigen Flucht in kleinen Gruppen überzeugen konnten.
Auf der Webseite der La Fondation pour la Mémoire de la Déportation (FMD) gibt es zu diesem Lager einige abweichende Details. Demnach diente das Lager anfangs als Sammellager für „feindliche Ausländer“ und „für die Landesverteidigung gefährliche Personen“. Bereits am 17. September 1939 seien Internierte auf andere Lager verteilt worden: die Österreicher nach Saint-Savin (Isère), ältere Menschen nach Loriol-sur-Drôme, Juden nach Arandon und Saarländer nach Vif. Gleichwohl sollen sich Mitte Oktober 1939 wieder 750 Internierte im Camp aufgehalten haben, wovon im November 1939 etwa 200 nach Bourgoin-Jallieu verlegt wurden. Im März 1940 hätten sich noch etwa 400 Prestataires im Lager aufgehalten, darunter 250 Juden.

## Nachweise
- René Lebeau (Hrsg.): Atlas et Géographie de la Région Lyonnaise. Flammarion et Editions Famot, Paris 1976, ISBN 2-08-201302-2, S. 243 f. (Portrait de la France moderne).
- Ernst Ulrich Große, Udo Kempf, Rudolf Michna: Rhône-Alpes. Eine europäische Region im Umbruch. Berlin Verlag Arno Spitz, Berlin 1998, ISBN 3-87061-748-9, S. 70–71.